# Mamá solita
Mamá solita es una película mexicana de 1980 dirigida por Miguel M. Delgado. Está protagonizada por Pedro Fernández, Pedro Armendáriz Jr., Carmen del Valle, Susana Sánchez, María de la Luz Altamurano y Antonio Medellín. La película se estrenó el 13 de noviembre de 1980 en México.  

## Sinopsis
Un hombre (Pedro Armendáriz Jr.) abandona a su mujer (Carmen del Valle) y a su hijo (Pedro Fernández) para ir a Estados Unidos. La mujer se hace cantante de cabaret y el hijo viaja a Estados Unidos atravesando a nado el Río Bravo para buscar a su padre; se hace bracero en una plantación, gana una carrera de bicicletas y por fin localiza a su progenitor y lo convence de que regrese con su mujer.

## Reparto
- Pedro Fernández como Luis
- Pedro Armendáriz Jr. como Fernando
- Carmen del Valle como Amalia
- Susana Sánchez como Gringa
- María de la Luz Altamurano
- Antonio Medellín
- Lucha Altamirano como Tía Rebeca
- Antonio Medellín como Dr. Eduardo
- Carlos Argüelles como Toño
- Marco de Carlo como Don Roberto
- Marciano Martín como Carlos
- José Olivares como Secuaz de Fernando
- Ramiro Ramírez como Esteban
- Mylene Uribe como Niña
- Anita Juárez como Niña

No acreditados
- José Luis Avendaño como Migrante
- Abel Cureño como Migrante
- Federico González como Cocinero
- Regino Herrera como Migrante anciano
- Antonio Leo como Migrante
- Marcelo Villamil como Empresario

## Canciones
- «Mama solita» escrita por Bulmaro Hernández e interpretada por Pedro Fernández.
Cortesia de CBS/Columbia Internacional S.A.
- «Flores a mí madre» escrita por Roberto Suárez Baca e interpretada por Pedro Fernández.
Cortesia de CBS/Columbia Internacional S.A.
- «El gavilán colorao» escrita por Cescencio Salcedo e interpretada por Pedro Fernández.
Cortesia de CBS/Columbia Internacional S.A.
- «La de la mochila azúl» escrita por Bulmaro Hernández e interpretada por Pedro Fernández.
Cortesia de CBS/Columbia Internacional S.A.
- «La Maletita» escrita por Félix Hernández and M. Serrato e interpretada por Pedro Fernández.
Cortesia de CBS/Columbia Internacional S.A.
- «Un amor original» escrita por Lolita de la Colina e interpretada por Carmen del Valle.
Cortesia de Poligram Discos S.A. de C.V.
- «Para que jamás se te olvido en la vida» escrita por Armando Manzanero e interpretada por Carmen del Valle.
Cortesia de Poligram Discos S.A. de C.V.
- «Polka Norteña La Teofilita» escrita por Fidencio Villareal e interpretada por Fidencio Villareal.